# ناتج جيني
الناتج الجيني (بالإنجليزية: gene product)‏ هو مادة كيميوحيوية -سواء بروتين أو رنا- ناتجة عن تعبيرٍ لأحد الجينات. يُستخدم قياس كمية ناتج الجين أحيانا لاستنتاج مدى نشاط الجين، حيث تكون الكميات غير الطبيعية للجين مرتبطة الألائل المسببة للمرض، مثل النشاط الزائد للجين الورمي الذي يمكن أن يسبب السرطان. يُعرف الجين على أنه "وحدة وراثية من الدنا مطلوبة لإنتاج ناتج وظيفي. العناصر المنظمة تشمل:
- المنطقة المحفزة
- صندوق تاتا
- تسلسلات عديد الأدينيل
- المعززات

تعمل هذه العناصرة في توليفة مع إطار القراءة المفتوح لإنشاء ناتج وظيفي، هذا الناتج يمكن أن يُنسخ وأن يكون وظيفيا مثل الرنا أو أن يترجم من الرنا الرسول إلى بروتين ليكون وظيفيا في الخلية.

## نواتج الرنا

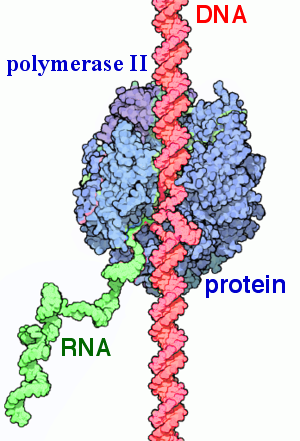
نسخ الدنا إلى رنا باستخدام الإنزيم البروتيني: بوليميراز الرنا2.

جزيئات الرنا التي لا تشفر أيّ بروتين تبقى لها وظيفة في الخلية. وظيفة الرنا تعتمد على تصنيفه، وهذه الوظائف هي:
- المساعدة في اصطناع البروتين.
- تحفيز التفاعلات.
- تنظيم العمليات المختلفة.[4]

تساعد جزيئات الرنا الوظيفي في اصطناع البروتين ومنها: الرنا الناقل الذي يقوم بإضافة الحمض الأميني الصحيح إلى سلسلة عديد البيبتيد أثناء الترجمة، الرنا الريبوسومي وهو مكون كبير للريبوسومات التي تقود عملية اصطناع البروتين، وكذلك الرنا الرسول الذي يحمل تعليمات اصطناع ناتجٍ بروتيني.
أحد أنواع الرنا الوظيفي الذي يعمل في التنظيم هو الرنا الميكروي والذي وظيفته تثبيط عملية الترجمة. تعمل جزيئات الرنا الميكروي هذه بالارتباط مع تسلسل رنا رسول مستهدف مكمِّل لمنع الترجمة من الحدوث. الرنا المتداخل الصغير (siRNA) يعمل كذلك بالتنظيم السلبي للنسخ، جزيئات الرنا المتداخل الصغير هذه تعمل في مركب يحث إسكات الرنا RNA-induced silencing complex (RISC) أثناء تداخل الرنا وذلك بالارتباط بتسلسل دنا مستهدف لمنع نسخ رنا رسول محدد.

## نواتج البروتين
البروتينات هي نواتج جينٍ وتُشَكَّل من ترجمة جزيء رنا رسول ناضج. تنقسم البروتينات إلى أربع عناصر بالنظر إلى بنيتها: أولية، ثنائية، ثلاثية ورباعية. التسلسل الخطي للأحماض الأمينية يعرف كذلك بالبنية الأولية. ارتباط الأحماض الأمينية في البنية الأولية بواسطة الروابط الهيدروجينية ينتج عنه تشكل لوالب ألفا أو صحائف بيتا. طي البنية الأولية (السلسلة الخطية للأحماض الآمينية) المستقِر يشكل البنية الثنائية، التوليفة الخاصة للبنية الأولية والثنائية تشكل البنية الثلاثية لعديد البيبتيد، والبنية الرباعية يُقصد بها الطريقة التي تُطوى بها عدة سلاسل عديد بيبتيد معا.

### وظائف البروتين
للبروتينات وظائف متعددة ومختلفة في الخلية والوظيفة يمكن أن تتغير اعتمادا على عديدات الببتيد التي تتفاعل معها الخلية ومحيطها الخلوي. تعمل بروتينات تشابيرون على استقرار البروتينات حديثة الاصطناع، وتحرص على طيّ البروتين الجديد إلى بنيته الوظيفية الصحيحة، هذا فضلا على أنها تحرص كذلك على أن لا تتجمع هذه البروتينات الجديدة في مناطق لا تخص نشاطها. يمكن للبروتينات أن تعمل كإنزيمات برفع معدلات التفاعلات الكيميوحيوية المختلفة وتحويل الركائز إلى نواتج. يمكن تعديل النواتج بإضافة مجموعات وظيفية مثل الفوسفات بواسطة إنزيم لأحماض أمينية محددة في التسلسل الأولي، كما يمكن استخدام البروتينات لتحريك الجزيئات في الخلية إلى الأماكن التي تحتاجها ويسمى هذا النوع بالبروتينات المحركة. شكل الخلية تحدده البروتينات مثل: الأكتين والأنيبيب الدقيق والخيوط المتوسطة. قسم آخر من البروتينات نجده في الغشاء البلازمي، ويمكن أن ترتبط هذه البروتينات الغشائية بالغشاء البلازمي بطرق مختلفة وذلك بناء على بنيتها، بحيث تسمح للخلية باستيراد وتصدير منتجات الخلية، الجزيئات المغذية أو الإشارات من وإلى الفراغ الخاري المجاور للخلية. تساعد بروتينات أخرى الخلية في القيام بوظائف تنظيمية، على سبيل المثال: ترتبط عوامل النسخ بالدنا للمساعدة في نسخ الرنا.